# Британські парламентські дебати

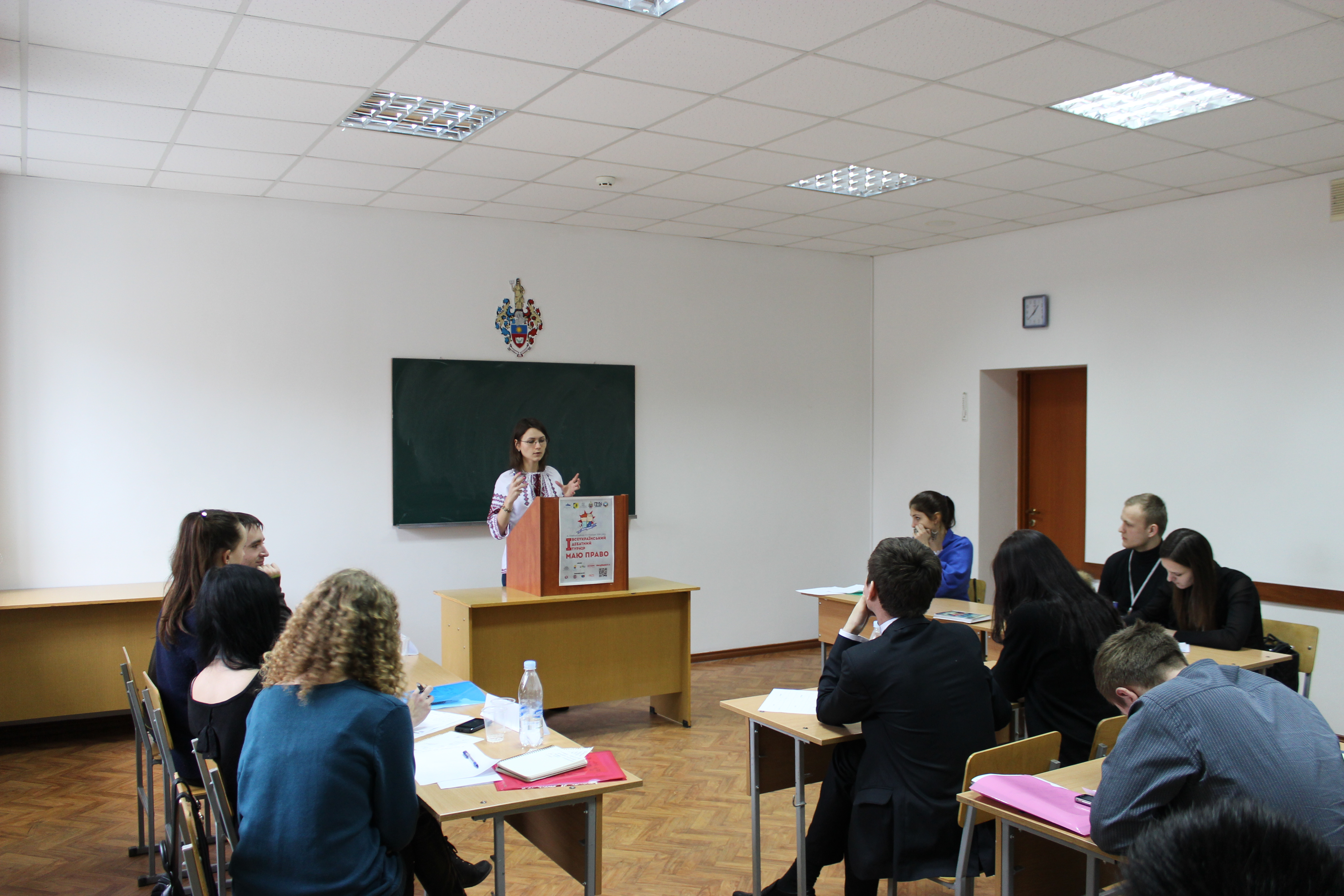
Дебати у Хмельницькому, Україна. Виступає заступник лідера опозиції.

Британські парламентські дебати — основна форма академічних дискусій, що виникли в Ліверпулі в середині 1800-х років. Дебати отримали широку підтримку в країнах Європи, Африки, Азії, Океанії, Північної та Південної Америки. Це офіційний стиль чемпіонату світу з дебатів (WUDC); регіональних та національних великих турнірів, таких як Дебатний чемпіонат Панафриканських університетів (PAUDC), Дебатний чемпіонат усіх університетів Нігерії (ANUDC), Дебатний чемпіонат Зімбабве (ZiDC), Дебатний чемпіонат парламенту Азії (ABP), Відкритий дебат Лагосу (LDO) та Європейський університетський дебатний чемпіонат (EUDC); а також неанглійських мовних турнірів, таких як Чемпіонат світу з дебатів з іспанської мови та Чемпіонат світу з дебатів з португальської мови. Промови, як правило, тривають від п’яти до семи хвилин.

## Термінологія
Через походження стилю у британській парламентській процедурі обидві сторони називаються урядом (у Сполученому Королівстві частіше називають "пропозицією") та опозицією. Доповідачі мають подібні назви:
1. Уряд, що розпочинає (перша фракція):
  1. прем'єр-міністр
  2. Віце-прем'єр-міністр
2. Опозиція, що розпочинає (друга фракція):
  1. Лідер опозиції
  2. Заступник лідера опозиції
3. Уряд, що завершує (третя фракція):
  1. Член уряду
  2. Урядовий секретар
4. Опозиція, що завершує (четверта фракція):
  1. Член опозиції
  2. Опозиційний секретар

(Хоча дві команди в урядовій та опозиційній лавах перебувають на одній стороні, вони оцінюються та класифікуються незалежно одна від одної і не працюють разом. Команди змагається проти всіх трьох інших команд у раунді, в тому числі проти власної команди початку чи завершення, якій вона, як очікується, не допоможе).
Отже, виступаючи альтернативно між двома сторонами та порядком дискусії:
1. Прем'єр-міністр
2. Лідер опозиції
3. Віце-прем'єр-міністр
4. Заступник лідера опозиції
5. Член уряду
6. Член опозиції
7. Урядовий секретар
8. Опозиційний секретар

## Ролі
Оскільки британські парламентські дебати відбуваються між чотирма командами, їх ролі розподіляються на дві категорії - групи, що розпочинають, та групи, що завершують.

### Фракції відкриття
Перші дві команди кожного уряду та опозиції відомі як частина верхньої половини. Кожна з них має чотири основні ролі в британських парламентських дебатах. Вони повинні:
- установити чіткі визначення понять у поданні, які можуть по-різному тлумачитися;
- представити свою справу;
- реагувати на аргументи, висловлені суперниками;
- підтримати свою актуальність під час дебатів, задаючи питання.

Відкриваюча урядова команда має напівбожественне право на визначення, що заважає опозиції оскаржувати їхнє визначення, якщо це не є істиною або явно недолуго.

### Фракції закриття
Інші дві команди відомі як "Нижня половина". Ролі двох інших фракцій:
- розширити проблему через нові аргументи, які фокусуються на аспекті дискусії, який не зачіпається стороною, що відкривала дискусію;
- установити та підтримувати їх актуальність на початку дискусії;
- реагувати на аргументи перших фракцій;.
- відповідати на розширення справи іншою фракцією.

Крім того, два останніх спікера дебатів (відомих як " секретарі" ) виконують подібну роль до третіх спікерів в австралійсько-азійських дискусіях:
- урядовий секретар та опозиційний секретар не можуть наводити нових аргументів для своєї фракції.[2] Це відносно новий стандарт, який став стандартом на чемпіонаті світу з дебатів в університетах, а також на чемпіонаті Європи з дебатів;
- вони повинні відповісти на аргументи обох протилежних фракцій;
- вони повинні коротко підвести підсумки справи своєї Фракції, що відкривала дебати;
- вони повинні запропонувати висновок про продовження справи власної фракції.
- вони повинні відрізняти аргументи, які наводить їхній партнер, від аргументів відкриття уряду чи відкриття опозиції.[2]

### Інформаційні пункти
Спікери у форматі БП можуть і повинні пропонувати пункти інформації для команд, що виступають проти. Щоб дати пункти інформації під час виступу іншого спікера, учасник дискусії може встати, сказати щось на зразок "Point" або "Point of Information" і чекати, поки його почують. Потім оратор має вибір прийняти або відхилити пункт інформації; якщо вони приймають, вони дають слово протягом 15 секунд, і учасник дискусії може запропонувати аргумент, спростування або поставити запитання доповідачу. Пункти інформації є важливими у британському парламентському стилі, оскільки вони дозволяють задіяти всі чотири команди; зокрема, вони дозволяють командам, що відкривали дебати, зберігати свою актуальність під час продовження дебатів, а також забезпечують взаємодію між командами на "діагоналі" (наприклад, відкриття уряду та закриття опозиції), які в іншому випадку не змогли б безпосередньо взаємодіяти між собою.
Перша та остання хвилини кожного виступу вважаються "захищеним часом", протягом якого не можна пропонувати жодних інформаційних пунктів. Тільки оратори з протилежної лави можуть пропонувати пункти інформації для поточного оратора; оратори з одного боку руху не можуть, навіть якщо вони з різних команд (наприклад, уряд, що відкриває та закриває, може запропонувати пункти інформації для опозиції, що відкриває, але опозиція, яка закриває, не може цього зробити).

## Варіації
Залежно від країни, існують різниці в часі виступу, порядку виступу, чи нові моменти, і кількості доповідачів. На додаток до конкретних правил, етикет залежить від регіону. Наприклад, у деяких турнірах вважається поганою формою для першої команди з будь-якої сторони, яка намагається охопити якомога більше тем, щоб залишити команду, що закриває ні з чим (практика, відома як "випалювання землі" або "спалення дерну"), тоді як в інших турнірах це настійно рекомендується.

## Змагання з Британських парламентських дебатів
Сезон дискусій уважно стежить за навчальним роком у англомовних країнах Північної півкулі. Перші змагання відбулися у Великій Британії та Ірландії в жовтні та листопаді, традиційно розпочаті Едінбурзьким кубком у перший тиждень жовтня, до Чемпіонату Світу, який проводився у різдвяні свята. Після "Світів" Кембридж та Оксфорд IV вважаються найпрестижнішими. У Новому році «Трініті IV» у Дубліні, головний турнір в Ірландії, розпочинає сезон. Сезон триває великою кількістю IONA та європейських змагань у березні та квітні. Протягом травня та червня періоду щорічних іспитів у багатьох університетах проводиться невелика кількість відкритих змагань для підготовки до чемпіонату Європи. Спочатку "євро" проводився під час Великодніх канікул, але зараз проводиться протягом літа, як правило, в серпні і завершує європейський дискусійний сезон.
Міжнародний фінал проводиться у квітні. З ним змагаються переможці національних змагань Мейс в Англії, Вельзі, Шотландії та Ірландії. Фіналісти інформуються перед поданням. Національні змагання проводяться протягом усього навчального року в серії раундів на вибування в Шотландії та Ірландії. В Англії та Вельзі вони проводяться протягом двох днів.
Світові чемпіонати, як і багато інших турнірів, вимагають, щоб члени команд були зареєстрованими студентами університету чи іншого вищого навчального закладу. Однак існують і "відкриті" турніри, які дозволяють змагатися не студентам та складеним командам.

## Зовнішні посилання
- Вступний посібник з обговорення питань ВР від Алекса Діна.
- Конкурсні дебати Дена Нідла
- Британські дебати
- Вебсайт світових дебатів
- Судді Британського парламентського дебату на початку 1999 р. [Архівовано 26 лютого 2021 у Wayback Machine.] - велика кількість нетрадиційних навчальних посібників, які зосереджуються на альтернативних та цікавих аспектах дебатів.